# Bioncourt
Bioncourt település Franciaországban, Moselle megyében. Lakosainak száma 300 fő (2022. január 1.). Bioncourt Bey-sur-Seille, Brin-sur-Seille, Aboncourt-sur-Seille, Attilloncourt és Grémecey községekkel határos.

## Népesség
A település népességének változása:
| Lakosok száma | 233  | 282  | 309  | 311  | 320  | 324  | 307  | 305  | 301  | 300  |
|               | 1968 | 1982 | 1999 | 2006 | 2011 | 2015 | 2017 | 2018 | 2020 | 2022 |